# Deutsche Nationalstiftung
Die Deutsche Nationalstiftung ist eine Stiftung bürgerlichen Rechts. Sie verfolgt das Ziel, das „Zusammenwachsen“ Deutschlands nach der deutschen Teilung und die Idee der deutschen Nation als Teil eines vereinten Europas zu fördern, und will zu einer nationalen Identität in einem friedlichen, weltoffenen Deutschland beitragen. Sie wurde 1993 vor dem Hintergrund der Deutschen Wiedervereinigung von Bundeskanzler a. D. Helmut Schmidt und einigen seiner Freunde wie Michael Otto, Hermann Josef Abs, Kurt Biedenkopf, Gerd Bucerius und anderen gegründet. Der Sitz der Stiftung ist in Weimar, die Geschäftsstelle befindet sich in Hamburg. Die Deutsche Nationalstiftung vergibt unter anderem jährlich den „Deutschen Nationalpreis“, veranstaltet Jugendbildungs- und -begegnungsprojekte und Diskussionsveranstaltungen. Seit 2020 gibt sie jährlich die Berichte zur Lage der Nation heraus.

## Aktivitäten (Auswahl)
Die Deutsche Nationalstiftung organisiert Tagungen, Vortrags- und Diskussionsveranstaltungen, beispielsweise bei die Weimarer Gespräche mit der Bertelsmann Stiftung.

### Deutscher Nationalpreis
Seit 1997 vergibt die Stiftung jährlich den Deutschen Nationalpreis und einen Förderpreis, den Richard-von-Weizsäcker-Preis. Beide Preise ehren Personen oder Institutionen, die sich für Demokratie, gesellschaftliche Teilhabe und den Zusammenhalt in Deutschland und Europa einsetzen.

### Jugendprojekte

#### SchulBrücke
SchulBrücke ist ein internationales, außerschulisches Jugendbildungs- und Jugendbegegnungsprojekt der Deutschen Nationalstiftung, welches seit 2002 mehrmals im Jahr etwa 50 Schüler für neun Tage in Deutschland zusammenbringt. Die Begegnungen finden in deutscher Sprache statt und zielen darauf ab, das Verständnis für Europa und seine Geschichte zu vertiefen sowie den interkulturellen Dialog zu fördern. Die Teilnehmer diskutieren über die Zukunft Europas, entwickeln Verständnis füreinander und arbeiten gemeinsam an anspruchsvollen Aufgaben. Insgesamt haben über 4.000 junge Erwachsenen teilgenommen. 2016 haben ehemalige Teilnehmende in Weimar den Alumniverein der SchulBrücken gegründet. Der Verein mit Sitz in Mönchengladbach unterstützt das Projekt und engagiert mit eigenen Projekten. In der Vergangenheit wurde das Projekt durch die Robert-Bosch-Stiftung gefördert. Seit 2024 ist die Deutsche Nationalstiftung im Rahmen der SchulBrücken als akkreditierte Organisation im Bereich Jugend in Aktion anerkannt.

#### Nation & Du
Mit Nation & Du führt die Stiftung seit 2023 ein Projekt für Schüler der oberen Jahrgänge deutscher Schulen durch, um Zugang zum und Auseinandersetzung mit den Begriffen Nation, Herkunft und Identität zu ermöglichen. In Workshops sollen die Teilnehmer den Umbruch von 1989 in Rollenspielen kennenlernen sowie den Nationenbegriff und nationale Identität reflektieren.

### Berichte zur Lage der Nation
Die Deutsche Nationalstiftung veröffentlicht seit 2020 die Berichte zur Lage der Nation, um Debatten über Grundsatzthemen anzustoßen.

## Gremien
Die Stiftung steht unter der Schirmherrschaft des Bundespräsidenten. Die Gremien der Stiftung bestehen aus Vorstand, Kuratorium und Senat. Sie sind mit folgenden Personen besetzt:

### Vorstand
- Thomas Mirow (Vorsitzender)
- Christian Bernzen, Rechtsanwalt
- Hermann Gröhe, MdB
- Dagmar Reim, Journalistin

### Kuratorium
- Rüdiger Grube (Vorsitz)
- Heinrich Deichmann, Deichmann
- Manuel Hartung, Zeit-Stiftung Bucerius
- Nicola Leibinger-Kammüller, Trumpf
- Nagila Warburg, Vorstand Stiftung Warburg Archiv
- Frank-Jürgen Weise
- Peter Kleine, Oberbürgermeister der Stadt Weimar
- Christian Veith
- Maria Würth, Würth
- Brigitte Zypries, Bundesministerin a. D.

### Senat
- Andreas Voßkuhle (Senatspräsident)
- Annegret Kramp-Karrenbauer (Vizepräsidentin)
- Marion Ackermann
- Patrick Adenauer
- Manfred Bischoff
- Piotr Buras
- Heinrich Brauß
- Klaus-Dieter Frankenberger
- Sigmar Gabriel
- Ines Geipel
- Sylvie Goulard
- Dieter Grimm
- Serap Güler
- Holger Hanselka
- Marina Henke
- Jörn Leonhard
- Christian Lindner
- Lothar de Maizière
- Friedrich Merz
- Jes Albert Möller
- Armin Nassehi
- Cem Özdemir
- Hermann Parzinger
- Janusz Reiter
- Olaf Scholz
- Richard Schröder
- Susanne Schröter
- Josef Schuster
- Giuseppe Vita
- Michael Vassiliadis
- Rosemarie Wilcken

#### Ehrensenatoren
- Ulrich Cartellieri
- Horst Köhler †
- Wolf Lepenies
- Michael Otto
- Dirk Reimers (Vorstandsbevollmächtigter)
- Ulrich Voswinckel
- Heinrich August Winkler

## Finanzierung
Das Vermögen stammt hauptsächlich aus privaten Mitteln der Stiftungsgründer und Spenden. Es beträgt etwa 10 Millionen Euro. Die Projekte der Stiftung werden aus den Kapitalerträgen sowie weiteren Spenden finanziert und durch den Förderverein der Deutschen Nationalstiftung unterstützt. Seit 2023 wird das Jugendbildungs- und begegnungsprojekt SchulBrücke für die Zukunft Europas durch das EU-Programm Erasmus+ gefördert.

## Publikationen
- Die Deutschen: Wer wir sind. Wer wir sein wollen. Berichte zur Lage der Nation 2024. Hrsg.: Thomas Mirow. Murmann Verlag, Hamburg 2024, 240 Seiten, ISBN 978-3-86774-810-0.
- Kraftakt: Warum wir uns neu bewähren müssen. Berichte zur Lage der Nation 2023. Hrsg.: Thomas Mirow. Murmann Verlag, Hamburg 2023, 248 Seiten, ISBN 978-3-86774-772-1.
- Wende in Europa. Ausblick auf eine neue Zeit. Berichte zur Lage der Nation 2022. Hrsg.: Thomas Mirow. Murmann Verlag, Hamburg 2022, 244 Seiten, ISBN 978-3867747387.
- Demokratie in Bedrängnis. Berichte zur Lage der Nation 2021. Hrsg.: Thomas Mirow. Murmann Verlag, Hamburg 2021, 220 Seiten, ISBN 978-3-86774-707-3.
- Trotzdem. Was uns zusammenhält. Berichte zur Lage der Nation 2020. Hrsg.: Christoph Bertram, Thomas Mirow. Murmann Verlag, Hamburg 2020, 232 Seiten, ISBN 978-3-86774-657-1.